# Pteromalus diadema
Pteromalus diadema är en stekelart som beskrevs av Julius Theodor Christian Ratzeburg 1852. Pteromalus diadema ingår i släktet Pteromalus och familjen puppglanssteklar.
Artens utbredningsområde är Tyskland. Inga underarter finns listade i Catalogue of Life.